# New Oxford American Dictionary
The New Oxford American Dictionary (NOAD) è un dizionario di Inglese americano, pubblicato dalla Oxford University Press, in un volume unico curato da redattori americani. La seconda edizione contiene più di 250.000 lemmi. La redattrice principale dell'opera è stata la lessicografa Erin McKean.

## Contenuti
Il NOAD si basa sul New Oxford Dictionary of English (NODE), pubblicato in Gran Bretagna nel 1998, anch'esso in unico volume, da non confondere con il colossale OED Oxford English Dictionary pubblicato dalla stessa casa editrice in una ventina di volumi.
Rispetto al NODE, il NOAD si presenta con modifiche sostanziali, voci aggiuntive, e la presenza di illustrazioni. Si fonda sull'analisi di un corpus di 200 milioni di parole che costituiscono il database Oxford del North American English contemporaneo. Una differenza degna di nota riguarda le indicazioni circa la pronuncia: sulla controparte americana l'informazione sulla pronuncia è indicata con un sistema diacritico di pronunciation respelling, in aggiunta al sistema fonemico IPA di Alfred C. Gimson, già usato dal NODE.

## Formati elettronici

### Dispositivi palmari
La seconda edizione del NOAD (NOAD2) è stata pubblicata nel maggio 2005, con l'aggiunta di un CD-ROM con l'intero testo del dizionario per dispositivi e computer palmari muniti di Palm OS.

### ApplicazioneDictionarydei sistemi Apple

Screenshot del Dizionario di macOS.

Dal 2005, nel sistema operativo macOS prodotto da Apple Inc. è incorporato Dizionario un bundle con un'applicazione e un widget che dichiara come propria fonte "Oxford American Dictionaries", e permette di accedere al testo completo del New Oxford American Dictionary  (second editon, senza illustrazioni), dell'Oxford American Writer's Thesaurus e di un dizionario biografico.
Il software di ricerca propone una lista di target che iniziano per la stringa digitata, aggiornata a ogni nuovo carattere immesso. Il contenuto è in forma completamente ipertestuale, in cui ciascun termine usato nelle definizioni contiene un link alla relativa voce. Il software permette inoltre di trovare i lemmi anche quando digitati direttamente nelle forme flesse o coniugate, di accedere direttamente a forme idiomatiche, verbi frasali, polirematiche, ecc. 

### Screensaver e Dashboard
Il NOAD può anche essere impostato come salvaschermo, con scorrimento di lemmi estratti casualmente dal dizionario.
Al contenuto del dizionario è possibile accedere anche tramite un widget facente parte dell'applicazione Dashboard.

### DispositiviKindle
Anche il sistema di lettura per eBook Amazon Kindle utilizza il NOAD come dizionario nativo.

### Oxford University Press
Nel 2006, la Oxford University Press ha pubblicato in rete il NOAD2 in formato elettronico. Vi si può accedere all'indirizzo oxfordamericandictionary.com